# Episodi di Le avventure di Jet Jackson (seconda stagione)
La prima stagione della serie televisiva Le avventure di Jet Jackson è andata in onda negli Stati Uniti dal 29 settembre 1955 al 21 gennaio 1956 sulla CBS.
| nº | Titolo originale                | Prima TV USA      | Titolo italiano | Prima TV Italia |
| -- | ------------------------------- | ----------------- | --------------- | --------------- |
| 1  | The Secret Room                 | 29 settembre 1955 |                 |                 |
| 2  | Mission to Mexico               | 5 ottobre 1955    |                 |                 |
| 3  | The Frozen Men                  | 12 ottobre 1955   |                 |                 |
| 4  | Doctors of Doom                 | 19 ottobre 1955   |                 |                 |
| 5  | Sunken Sapphires                | 26 ottobre 1955   |                 |                 |
| 6  | Master Criminal                 | 3 dicembre 1955   |                 |                 |
| 7  | Secret of Superstition Mountain | 10 dicembre 1955  |                 |                 |
| 8  | Mountain of Fire                | 17 dicembre 1955  |                 |                 |
| 9  | The Jungle Pit                  | 24 dicembre 1955  |                 |                 |
| 10 | Flight Into the Unknown         | 31 dicembre 1955  |                 |                 |
| 11 | The Runaway Suitcase            | 7 gennaio 1956    |                 |                 |
| 12 | Million Dollar Diamond          | 14 gennaio 1956   |                 |                 |
| 13 | The Human Bullet                | 21 gennaio 1956   |                 |                 |

## The Secret Room
- Prima televisiva: 29 settembre 1955

### Trama
- Interpreti: Richard Webb (Captain Midnight / Jet Jackson), Sid Melton (Ichabod 'Ikky' Mudd), Olan Soule (Aristotle 'Tut' Jones), Baynes Barron (Swami Yogora), Hal Taggart (professore Henry Woodman), Arlene Harris (Mrs. Felicia Woodman), Erik Page (Bill Worth), Chester Hayes (Hendricks), Fred Krone

## Mission to Mexico
- Prima televisiva: 5 ottobre 1955
- Diretto da: D. Ross Lederman
- Soggetto di: Malcolm Boylan, Teleplay: Wallace Bosco

### Trama
- Interpreti: Richard Webb (Captain Midnight / Jet Jackson), Sid Melton (Ichabod 'Ikky' Mudd), Olan Soule (Aristotle 'Tut' Jones), John Truax (Davis), Tyler McVey (Hobson), Alan Wells (Nicko), Ben Frommer (Bandito), Edward Colmans (comandante), Alfred Ward (Alvarez)

## The Frozen Men
- Prima televisiva: 12 ottobre 1955
- Diretto da: D. Ross Lederman
- Scritto da: Wallace Bosco, Roy Erwin

### Trama
- Interpreti: Richard Webb (Captain Midnight / Jet Jackson), Sid Melton (Ichabod 'Ikky' Mudd), Olan Soule (Aristotle 'Tut' Jones), William Remick (generale Tetley), Leonard Bremen (Volney), Jack Tesler (Zorac), Mary Adams (Mrs. Harper), Pat O'Hara (dottor Harper)

## Doctors of Doom
- Prima televisiva: 19 ottobre 1955

### Trama
- Interpreti: Richard Webb (Captain Midnight / Jet Jackson), Buddy Baer (Bluchner), Harry Cody (dottor Bowers), Harold Dyrenforth (Roush), Jack George (professore Edwin Genner), Frances Karath (Gladys Murphy)

## Sunken Sapphires
- Prima televisiva: 26 ottobre 1955

### Trama
- Interpreti: Richard Webb (Captain Midnight / Jet Jackson), Sid Melton (Ichabod 'Ikky' Mudd), Richard Bellis (Billy Orloff), Donna Drew (Helen Orloff), Hank Patterson (Lars Ekberg), Frank Richards (Gaston), Henry Rowland ( della poliziaLieutenant), Fred Krone (Thug), Carl Saxe (Thug)

## Master Criminal
- Prima televisiva: 3 dicembre 1955

### Trama
- Interpreti: Richard Webb (Captain Midnight / Jet Jackson), Baynes Barron

## Secret of Superstition Mountain
- Prima televisiva: 10 dicembre 1955

### Trama
- Interpreti: Richard Webb (Captain Midnight / Jet Jackson), Sid Melton (Ichabod 'Ikky' Mudd), George Berkeley (Bob Hansen), William Fawcett (Clem), John Pickard (Frank Adams), Charles Stevens (Indian Charlie), Pierre Andre (annunciatore)

## Mountain of Fire
- Prima televisiva: 17 dicembre 1955

### Trama
- Interpreti: Richard Webb (Captain Midnight / Jet Jackson), Sid Melton (Ichabod 'Ikky' Mudd), Paul Fierro (Jose), Ralph Gamble (Frank White), Alex Montoya (Carlos Perez), Orlando Rodríguez (Pepito)

## The Jungle Pit
- Prima televisiva: 24 dicembre 1955

### Trama
- Interpreti: Richard Webb (Captain Midnight / Jet Jackson), John Banner (Van Ronk), Dominique De Leon (Jerry), Marvin Lindsay (Tamba), Kazuo Togo (Kisano)

## Flight Into the Unknown
- Prima televisiva: 31 dicembre 1955

### Trama
- Interpreti: Richard Webb (Captain Midnight / Jet Jackson), John Beradino (Walter Kurt), Barry Brooks, Shelley Fabares (Mary Kingsley), Hal Hopper, Paul Keast (John Cabot Kingsley), Lorna Thayer (Mrs. Kingsley)

## The Runaway Suitcase
- Prima televisiva: 7 gennaio 1956

### Trama
- Interpreti: Richard Webb (Captain Midnight / Jet Jackson), Gregg Barton (Fred Connors), Jimmy Karath (Tom Blake), Tom McKee (detective Swan)

## Million Dollar Diamond
- Prima televisiva: 14 gennaio 1956

### Trama
- Interpreti: Richard Webb (Captain Midnight / Jet Jackson), Sid Melton (Ichabod 'Ikky' Mudd), Olan Soule (Aristotle 'Tut' Jones), Butch Bernard (Jimmy Gibson), Linda Danson (Mrs. Drexel), Tom Greenway (Mr. Gibson), Lee Giroux (Fake Gibson), Bobker Ben Ali (Pedro), Manuel París (Arturo)

## The Human Bullet
- Prima televisiva: 21 gennaio 1956

### Trama
- Interpreti: Richard Webb (Captain Midnight / Jet Jackson)